# Pentamerismus oregonensis
Pentamerismus oregonensis är en spindeldjursart som beskrevs av McGregor 1949. Pentamerismus oregonensis ingår i släktet Pentamerismus och familjen Tenuipalpidae. Inga underarter finns listade i Catalogue of Life.